# Luisa Cuesta
María Luisa Cuesta Vila (Soriano, 26 de mayo de 1925 - Montevideo, 21 de noviembre de 2018) fue una militante y activista por los derechos humanos uruguaya. Se dedicó especialmente a la búsqueda de detenidos desaparecidos durante la dictadura cívico-militar en Uruguay. Su hijo Nebio Ariel Melo Cuesta fue desaparecido en Buenos Aires durante ese período por las fuerzas militares y aún continúa desaparecido.

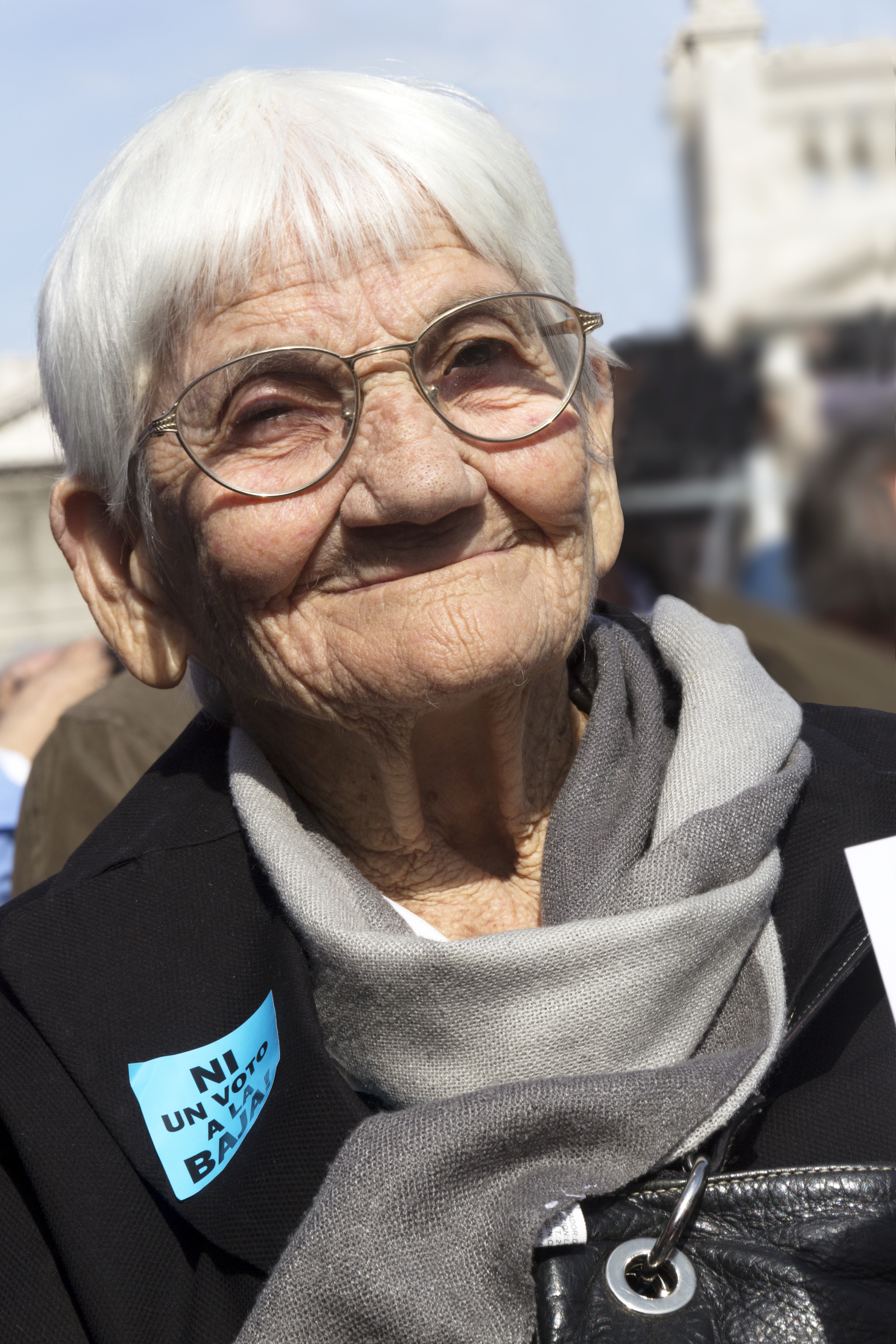
Luisa Cuesta en acto del 1 de mayo de 2013

## Biografía
Nació en Soriano, donde trabajó en un taller de chapa y pintura hasta junio de 1973, cuando la encarcelaron desde el 28 de junio de 1973 hasta el 31 de enero de 1974 en el Batallón de Infantería N.º 5 de Mercedes.
En 1974 su hijo, Nebio Ariel Melo Cuesta, se exilió en Argentina junto a su esposa e hija. Nebio era militante del Partido Comunista Revolucionario (PCR) y una vez en Argentina se integra a la Unión Artiguista de Liberación. El 8 de febrero de 1976 es secuestrado en Buenos Aires por la Policía Federal. Luisa Cuesta comienza entonces su búsqueda.
Cuesta emigró a los Países Bajos con el resto de su familia en 1977. Regresó en 1985 tras el fin del régimen y la celebración de nuevas elecciones democráticas. En los años siguientes, lideró al colectivo Madres y Familiares de Uruguayos Detenidos Desaparecidos. Una de sus actividades incluía liderar la Marcha del Silencio anual, que reunía a cientos de personas en Uruguay. En 2012, la Intendencia de Montevideo le otorgó el título de Ciudadana Ilustre. En 2013, por su contribución a la lucha por los derechos humanos, recibió el título de Doctora Honoris Causa de la Universidad de la República.
En 2015 se inauguró un centro cívico en su nombre en Casavalle, que continúa llevando su nombre hasta el día de hoy.  Ese mismo año sufrió un derrame cerebral y no pudo asistir a la 20ª Marcha del Silencio.

## Homenajes
- El 18 de mayo de 2012 la Intendencia de Montevideo la declaró Ciudadana Ilustre.[8]
- El 30 de agosto de 2013 la Universidad de la República le entregó el título de doctora honoris causa por su aporte a la formación de valores y a la defensa de los derechos humanos.[9][10][11]

- El 7 de marzo de 2014, en el marco del Día Internacional de la Mujer, el Correo Uruguayo emitió un sello en homenaje a Luisa Cuesta para preservar su imagen en la memoria de la sociedad uruguaya.[13]

- El 20 de abril de 2015 la Intendencia de Montevideo por Resolución N.° 1694/15, N.º de Expediente:0015-000633-15 designa Luisa Cuesta al Centro Cívico del Municipio que se ubica en la antigua Policlínica Casavalle.[12][14]

- En la Aguada se bautizó con su nombre a un espacio junto a una cooperativa de viviendas; el artista José Gallino pintó un mural con su rostro, que se inauguró a inicios de 2020.[15]